# Cycloramphus lithomimeticus
Espèce
Cycloramphus lithomimeticus est une espèce d'amphibiens de la famille des Cycloramphidae.

## Répartition
Cette espèce est endémique de l'État de Rio de Janeiro au Brésil. Elle a été découverte à Itaguaí à 160 m d'altitude.

## Publication originale
- da Silva & Ouvernay, 2012 : A new species of stram-dwelling frog of the genus Cycloramphus (Anura, Cycloramphidae) from the state of Rio de Janeiro, Brazil. Zootaxa, no 3407, p. 49-60.